# Mitsugu Nomura
Mitsugu Nomura (n. 21 noiembrie 1956) este un fost fotbalist japonez.

## Statistici
| Japonia | Japonia | Japonia |
| An      | Meciuri | Goluri  |
| ------- | ------- | ------- |
| 1981    | 8       | 0       |
| 1982    | 4       | 0       |
| Total   | 12      | 0       |